# یواس‌اس ملارد (ای‌ام‌سی‌یو-۳۰)
یواس‌اس ملارد (ای‌ام‌سی‌یو-۳۰) (به انگلیسی: USS Mallard (AMCU-30)) یک کشتی بود که طول آن ۱۵۸ فوت ۶ اینچ (۴۸٫۳۱ متر) بود. این کشتی در سال ۱۹۴۴ ساخته شد.